# Primera División de baloncesto 1971-72
La temporada 1971-72 de la Liga Española de Baloncesto fue la decimosexta edición de dicha competición. La formaron doce equipos equipos en un único grupo, jugando todos contra todos a doble vuelta. Los tres últimos clasificados disputaron una liguilla de promoción junto a los tres primeros de la Segunda División, para determinar qué dos equipos jugarían la temporada siguiente en la máxima categoría. Comenzó el 10 de octubre de 1971 y finalizó el 27 de febrero de 1972. El campeón fue por decimocuarta vez el Real Madrid CF.

## Equipos participantes
| Equipo                | Sede                   |
| --------------------- | ---------------------- |
| FC Barcelona          | Barcelona              |
| Real Madrid CF        | Madrid                 |
| SD Kas Vitoria        | Vitoria                |
| UDR Pineda            | Pineda de Mar          |
| Club Juventud         | Badalona               |
| C. D. Manresa         | Manresa                |
| CB Estudiantes        | Madrid                 |
| CB San José Irpen     | Badalona               |
| Club Vallehermoso OJE | Madrid                 |
| CB Breogán            | Lugo                   |
| Picadero JC           | Barcelona              |
| RC Náutico            | Santa Cruz de Tenerife |

## Clasificación
| Pos. | Equipo                 | Pts. | PJ | G  | E | P  | GF   | GC   | Dif. | Clasificación o descenso             |
| ---- | ---------------------- | ---- | -- | -- | - | -- | ---- | ---- | ---- | ------------------------------------ |
| 1    | Real Madrid (C)        | 63   | 22 | 21 | 0 | 1  | 2115 | 1455 | +660 | Clasificado para la Copa de Europa   |
| 2    | Barcelona              | 57   | 22 | 19 | 0 | 3  | 1814 | 1469 | +345 | Clasificado para la Copa Korać       |
| 3    | Juventud Schweppes     | 51   | 22 | 17 | 0 | 5  | 1778 | 1393 | +385 | Clasificado para la Recopa de Europa |
| 4    | Picadero Damm          | 39   | 22 | 13 | 0 | 9  | 1531 | 1591 | −60  | Clasificado para la Copa Korać       |
| 5    | Estudiantes Monteverde | 36   | 22 | 12 | 0 | 10 | 1686 | 1560 | +126 |                                      |
| 6    | Kas                    | 33   | 22 | 11 | 0 | 11 | 1741 | 1675 | +66  |                                      |
| 7    | San José Irpen Rovilux | 29   | 22 | 9  | 2 | 11 | 1429 | 1613 | −184 |                                      |
| 8    | Manresa La Casera      | 27   | 22 | 9  | 0 | 13 | 1713 | 1736 | −23  |                                      |
| 9    | Náutico                | 21   | 22 | 7  | 0 | 15 | 1392 | 1629 | −237 |                                      |
| 10   | Pineda                 | 16   | 22 | 5  | 1 | 16 | 1382 | 1605 | −223 | Promoción de descenso                |
| 11   | Breogán Fontecelta     | 13   | 22 | 4  | 1 | 17 | 1229 | 1652 | −423 | Promoción de descenso                |
| 12   | Vallehermoso           | 9    | 22 | 3  | 0 | 19 | 1513 | 1945 | −432 | Promoción de descenso                |

 Fuente: Linguasport
| Campeón 1971-72 |
| --------------- |
| Real Madrid     |

## Promoción de descenso
| Equipo 1              | Agr.    | Equipo 2                   | Ida   | Vuelta |
| --------------------- | ------- | -------------------------- | ----- | ------ |
| UDR Pineda            | 178–92  | CB Universidad de Canarias | 99–41 | 79–51  |
| CB L'Hospitalet       | 97–99   | CB Breogán                 | 47–51 | 50–48  |
| Club Vallehermoso OJE | 122–119 | Real Canoe NC              | 58–51 | 64–68  |

## Máximos anotadores
| Pos. | Nombre            | Equipo | Puntos |
| ---- | ----------------- | ------ | ------ |
| 1.   | Gonzalo Sagi-Vela | EST    | 475    |
| 2.   | Joan Martínez     | MAN    | 437    |
| 3.   | Víctor Escorial   | PIC    | 415    |
| 4.   | Clifford Luyk     | RMA    | 413    |
| 5.   | Juan Colell       | MAN    | 368    |
| 6.   | Enrique Margall   | JUV    | 367    |